# Euthraulus trifurcatus
Euthraulus trifurcatus is een haft uit de familie Leptophlebiidae. De wetenschappelijke naam van de soort is voor het eerst geldig gepubliceerd in 1928 door Uéno.